# Lorbés
Lorbés es un pueblo en el término municipal de Salvatierra de Esca en la provincia de Zaragoza (España). Tenía una población de 9 habitantes en 2004 y 1 en 2017.

## Geografía
Está situada a 828 metros de altura sobre el nivel del mar, en la ribera del río Sacal.

## Historia
El pueblo ha estado históricamente vinculado con el monasterio de Leire en Navarra, que se encuentra en las proximidades.
Lorbés fue un municipio independiente hasta su incorporación en 1972 al municipio de Salvatierra de Esca.

## Geografía humana

### Demografía
| Gráfica de evolución demográfica de Lorbés entre 1842 y 1970 |
| |
| Población de derecho según los censos de población del INE Población de hecho según los censos de población del INEEn este censo se denominaba Lorvés: 1842 Entre el censo de 1981 y el anterior, este municipio desaparece porque se integra en el municipio 50232 (Salvatierra de Esca) |

## Monumentos
- Iglesia parroquial de San Miguel, del siglo XVI.
- Ermita de la Virgen de la Pardina.

## Fiestas
- 6 de septiembre.[2]